# Фигуры атлантов
Фигуры атлантов — это четыре антропоморфные статуи, принадлежащие культуре тольтеков в доколумбовой Мезоамерике. Эти фигуры представляют собой «массивные статуи воинов-тольтеков». Они получили свое постколумбовое название от европейской традиции подобных фигур Атласа или Аталанта в классической архитектуре.
Хотя самые известные фигуры атлантов находятся в Туле, ольмеки были первыми, кто использовал фигуры атлантов на рельефе, обнаруженном в Потреро-Нуэво. Скульпторы майя также создавали «атлантические» фигуры в Чичен-Ице. Кроме того, ацтеки также создавали статуи воинов, вдохновленные этими фигурами атлантов в Туле.

## Композиция
Фигуры атлантов в Туле — это статуи, вырезанные вручную из имеющегося в этом районе камня: известняка, песчаника и вулканической породы. Чтобы вырезать их, скульпторы использовали каменные инструменты, такие как долото для тонкой лепки, скребки разных размеров и каменные молотки. Дополнительные более мелкие и мягкие камни использовались для сглаживания. Процесс создания этих фигурок занял очень много времени, что свидетельствует о важности этих фигурок для цивилизации.

## Самый ранний пример атлантов в Мезоамерике
В Потреро-Нуэво недалеко от Сан-Лоренцо, части Сан-Лоренцо Теночтитлана, есть алтарь, поддерживаемый двумя фигурами атлантов, созданными ольмеками. Считается, что это «самый старый мезоамериканский пример тем атлантов, поддерживающих алтари или потолки». Атланты на этом месте также уникальны по сравнению с найденными в других местах. Атланты вырезаны на рельефе стола, а не являются отдельными статуями.

## Фигуры тольтеков-атлантов из Тулы
Тула долгое время считалась столицей тольтеков. В Туле можно найти Храм Тлауицкальпантекутли («Дом Утренней звезды» или «Храм Господа на рассвете»), где есть четыре фигуры атлантов высотой более 4,6 метра . Фигуры здесь изображены с «стилизованными нагрудниками в виде бабочек, щитами в форме солнца на спине, головными уборами с перьями, метателями копий и запасом копий».

### Датировка
Точные даты, когда были вырезаны фигуры атлантов в Туле, неизвестны. Однако приблизительные оценки можно сделать, датируя сооружения. Строительство империи тольтеков датируется приблизительно 750 годом нашей эры. Эти даты отмечают самое раннее время, когда фигурки могли быть вырезаны.

## Другие места

### Фигуры атлантов майя из Чичен-Ицы
Построенная народом майя, Чичен-Ица — это место, расположенное в северной части полуострова Юкатан, где находится то, что известно как Храм воинов. На вершине храма, используемой в качестве опоры для крыши, проходят колонны резных воинов, каждый из которых носит головной убор с перьями, нагрудный платок в форме бабочки и держит метатель дротиков и дротики. Как и фигуры атлантов в Туле, фигуры из Чичен-Ицы точно не датированы. Строительство Чичен-Ицы происходило между 100-250 годами нашей эры.

### Фигуры ацтеков-атлантов из Теночтитлана
Скульпторы ацтеков создавали скульптуры воинов, очень похожие на те, что были созданы тольтеками. Ацтеки создали некоторые из этих статуй воинов в группе из пяти человек, которые располагались в столице ацтеков. Эта группа состояла из четырех мужских статуй и одной женской статуи. Один бородатый воин-мужчина изначально стоял в центре группы, а один солдат-мужчина стоял на севере, востоке и юге. Пятая скульптура, женщина-воин, стояла на западе. Эти воины отмечали центр и четыре направления вселенной и должны были охранять солнце.
Фигуры ацтеков-атлантов имеют характеристики воина. Они держат копья и имеют глиняные перекладины на носу, что указывает на военную доблесть. Подобно тульской фигуре атлантов, типичная фигура ацтеков-атлантов имеет на груди символ бабочки. Однако типичная фигура атлантов-ацтеков также имеет символ бабочки на голове. Фигуркы ацтеков-атлантов в настоящее время выставлены в Национальном музее антропологии в Мехико.

#### Тольтекское влияние
Тула, древняя столица тольтеков, рухнула в 12 веке, до того, как ацтеки основали свои города-государства. Первоначально ацтеки мигрировали из Ацтлана через центральное нагорье, прежде чем они достигли долины Мехико, где они основали Теночтитлан. Во время своего переселения они прошли через развалины Тулы.

Ацтеки считали своих предшественников, тольтеков, великими воинами. Тольтеки покорили близлежащие народы, а затем получали дань в Туле. Подобно тольтекам, ацтеки использовали города для дани для выплаты кукурузы и других товаров Теночтитлану. Тольтекайотль, что переводится на науатль как «иметь сердце тольтеков», был термином, указывающим на величие, демонстрируя почтение ацтеков к тольтекам. По словам Ричарда Таунсенда,
«[Тольтекайотль] должен был превосходить, быть достойным, обладать исключительными качествами в манере древних».

Поэтому, подражая фигурам тольтеков-атлантов, ацтеки ассоциировали себя с бесстрашными воинами древнего народа, считавшегося великим и могущественным. Фигуры атлантов Теночтитлана были не единственными скульптурами, проявившими сходство со скульптурой Тулы. Статуи ацтекских знаменосцев, сидящие фигуры с флагштоками, очень похожи на найденные в Туле. Кроме того, ацтеки создали Чак-Мооли, лежащие фигуры, используемые для ритуалов, на основе тех, с которыми они столкнулись в Туле.

#### Продолжение традиций или их разрыв?
Ричард Таунсенд сказал, что «ацтеки использовали древние художественные темы, чтобы связать себя с великими традициями мезоамериканской старины». В «Государстве и космосе в искусстве Теночтитлана» Таунсенд исследует, сохраняет ли ацтекская скульптура преемственность со скульптурой прошлого или расходится с ней. Таунсенд пишет:

«Мексика сформировала искусство, которое помогло бы идеологически интегрировать их царство и одновременно послужило бы утверждению Мексики как законного преемника великих наций прошлого».
Таунсенд исследует дихотомию между непрерывностью и разъединением, сравнивая фигуры ацтекских воинов с фигурами тольтеков-атлантов. Он утверждает, что некоторые фигуры ацтеков обладают характеристиками, особенно похожими на характеристики атлантов из Тулы. Например, он идентифицирует одну фигуру, чье тело больше содержится в плоском монолитном пространстве. Выражение менее определенное, а резные линии менее яркие. По словам Таунсенда, эта фигура демонстрирует преемственность. Затем Таунсенд наблюдает за другой фигурой ацтеков-атлантов, которая для него представляет разъединение. На рисунке показано влияние более распространенного мексиканского стиля. Таунсенд указывает на большую детализацию, жирные линии, более глубокий рельеф и припухлость лица. Внимательно изучив конкретные фигуры ацтеков-атлантов, Таунсенд доказывает, что ацтеки подражали фигурам тольтеков-атлантов, но также интегрировали свой собственный стиль и традиции.

## Значение

### Политическое
Есть указание на то, что фигуры атлантов «выражают возникновение нового типа военного порядка и связанных с ним типов отношений». Между 850 и 900 годами нашей эры археологические свидетельства в виде увеличения количества эмблем, найденных по всей Мезоамерике, подтверждают идею о том, что произошел «сдвиг в руководстве от традиционного верховного лорда, поддерживаемого меньшими дворянами (тип руководства отражался в радиальных устойчивых связях и фактом, что жилые помещения элит находились отдалёно) на тот, который переделывает эти поддерживающие группы в форму военных орденов». Фигуры мезоамериканских атлантов считаются отражением этого сдвига в политическом мышлении.